# جمی فلوکساسین
جمی فلوکساسین: (به انگلیسی: Gemifloxacin)
نام تجاری: Factive – تولید شرکت LG LIFE SCIENCES کره جنوبی
رده درمانی: فلوروکینولون، آنتی بیوتیک
اشکال دارویی: قرص 320mg

## موارد مصرف
جمی فلوکساسین ضد باکتری وسیع الطیف از نسل چهارم فلوروکینولون‌ها است که بر روی باکتری‌های گرم مثبت و گرم منفی هوازی و برخی بی هوازی‌های حساس به دارو مؤثر است و در درمان برونشیت، عفونتهای ریه، عفونتهای دستگاه گوارش، عفونتهای دستگاه ادراری و پنومونی اکتسابی از جامعه کاربرد دارد.

## مکانیسم اثر
جمی فلوکساسین یک آنتی بیوتیک از گروه فلوروکینولون‌ها است که با جلوگیری از تکثیر DNA باکتری باعث مرگ آنها می‌شوند. به سرعت از راه خوراکی جذب می‌شود. ۶۱٪ آن از طریق مدفوع و ۳۶٪ آن از طریق ادرار دفع می‌شود.

## تداخلات دارویی
با مصرف داروهای ضد التهاب غیر استروئیدی و کورتیکواستروئیدها، منیزیم، آلومینیوم، کلسیم، آهن، روی تداخل دارد.

## عوارض جانبی
تهوع، استفراغ، اسهال، سردرد، بی خوابی، تشنج، لرزش، کولیت سودوممبرانوس، واژینیت، کاندیدیازیس، تاندونیت، آنافیلاکسی، حساسیت، نوروپاتی محیطی برگشت‌پذیر یا ناپذیر و اختلال در اعصاب، درد مفاصل، سمیت کبدی و نارسایی کلیه.
در صورت مصرف همزمان جمی فلوکساسین با نیترو ایمیدازول‌ها، سفالوسپورین‌ها، ماکرولیدها و آمینوگلیکوزیدها عوارض بیشتری از خود نشان می‌دهد.

## موارد منع مصرف
در افراد زیر ۱۸ سال به دلیل پارگی تاندون، آشیل و اختلال در اعصاب مرکزی منع مصرف دارد.
حساسیت شخص به دارو یا مشتقات آن، بیماران مبتلا به اختلالات CNS اعصاب و صرع، بیماران مبتلا به نارسایی قلبی
بارداری در رده C قرار دارد.

## یافته‌های کنونی
یک مطالعه اخیر در موش نشان داده که جمی فلوکساسین دارای فعالیت ضد متاستاز در برابر سرطان پستان در شرایط آزمایشگاهی است. (مستخرج از ویکی‌پدیا انگلیسی)

## مقدار مصرف
روزانه یک قرص ۳۲۰ میلی گرم (هر ۲۴ ساعت)

## اشکال دارویی
قرص ۳۲۰ میلی گرم